# استفتاء جمهورية صرب البوسنة على خطة فريق الاتصال للتقسيم (1994)
تم إجراء استفتاء على خطة مجموعة الاتصال في جمهورية صرب البوسنة في 28 أغسطس 1994 بعد أن رفضت جمعية جمهورية صرب البوسنة الوطنية الخطة في 8 أغسطس. ستمنح الخطة 49٪ من البوسنة والهرسك للصرب أي أقل بحوالي الثلث مما كانوا يسيطرون عليه في ذلك الوقت. تم رفضه من قبل 97٪ من الناخبين. بعد الاستفتاء قال رئيس جمهورية صرب البوسنة رادوفان كاراديتش: «سنطلب خريطة أخرى ... نتوقع مؤتمر جديد وجهود سلام جديدة». ومع ذلك فإن مجموعة الاتصال (الولايات المتحدة وروسيا وبريطانيا وفرنسا وألمانيا) زعمت أن الاستفتاء كان خدعة.

## النتائج
| الخيار                       | الأصوات   | %     |
| ---------------------------- | --------- | ----- |
| مع                           | 32,429    | 3.35  |
| ضد                           | 936,934   | 96.65 |
| الأصوات الباطلة/الفارغة      | 5,349     | –     |
| المجموع                      | 974,712   | 100   |
| الناخبون المسجلون/المعدل     | 1,068,469 | 91.23 |
| Source: الديمقراطية المباشرة |           |       |